# Conrad Hal Waddington
Conrad Hal Waddington (* 8. November 1905 in Evesham; † 26. September 1975 in Edinburgh) war ein britischer Entwicklungsbiologe, Paläontologe, Genetiker, Embryologe und Philosoph. Er lieferte grundlegende Arbeiten zur Entwicklungsbiologie und Epigenetik. Waddington gilt als wichtiger Vorläufer der heutigen evolutionären Entwicklungsbiologie (EvoDevo) und erfährt seit den 1990er Jahren eine „Art Renaissance“.
Die von Waddington eingeführten Begriffe „epigenetische Landschaft“, „Kanalisierung“ und „genetische Assimilation“ sind heute gängig in der EvoDevo-Forschung.

## Leben
Waddington wurde als Kind kolonialer britischer-Eltern geboren und wuchs die ersten drei Jahre seiner frühen Kindheit bei seinen Eltern auf einer Teeplantage in Indien auf. Im Alter von drei Jahren schickte man ihn zurück nach England, wo er bei einer verwandten Quäker-Familie in Sedgeberrow, Worcestershire, aufwuchs. Erst als verheirateter Mann mit 23 Jahren fand Waddington wieder eine Verbindung mit seinen Eltern. Schon als Kind war Waddington fasziniert von Fossilien, speziell von Ammoniten, die er selbst suchte und sammelte. Er glaubte schon in seiner Jugend, dass man die evolutionäre Entwicklung von Ammoniten anhand ihrer Muster und Formen erklären könne.
Waddington hatte seit seiner Jugend vielfältige Interessen, unter anderem an Poesie. Er edierte und publizierte als Student ein eigenes Poesie-Magazin. Daneben war er ein guter Sportler, liebte das Wandern und Klettern. Als Erwachsener fand er großes Interesse an bildender Kunst, Skulptur und Architektur und veröffentlichte 1969 sogar ein Buch („Behind Appearance“) zur Beziehung von Kunst und Wissenschaft. Er pflegte enge Verbindungen zu berühmten Künstlern, unter anderem zu dem britischen Bildhauer Henry Moore oder dem deutschen Bauhaus-Begründer Walter Gropius.
1926 heiratete er. Seine erste Ehe hatte bis 1936 Bestand. Aus der Ehe wurde ein Sohn Jake geboren. Waddington studierte an der Universität Cambridge, wo er Lecturer in Zoologie und 1936 Fellow des Christ’s College wurde.
Während des Studiums lernte er Gregory Bateson kennen (Sohn von William Bateson), mit dem er befreundet war. Bis 1936 hatte Waddington keinen wissenschaftlichen Abschluss, publizierte aber seit 1929 mehrere wissenschaftliche Arbeiten über Ammoniten (1929), experimentelle Embryologie bei Vogel-Embryos (1930), sowie zusammen mit J. B. S. Haldane über genetische Kopplungen (1931). Auf der Grundlage dieser frühen Publikationen wurde Waddington 1935 der wissenschaftliche Grad eines Cambridge ScD (Doctor of Science) verliehen.
Im Lauf seiner wissenschaftlichen Karriere beschäftigte sich Waddington schwerpunktmäßig aber nicht nur mit Entwicklungsbiologie. Im Gegensatz zu der in seiner Zeit auf Genetik und Molekularbiologie ausgerichteten Forschung erkannte Waddington, dass epigenetische Mechanismen eine Rolle spielen bei Vererbung, Entwicklung und Evolution. Entscheidende Anstöße bekam er durch seinen sechsmonatigen Aufenthalt 1931 in Deutschland bei dem Entwicklungsbiologen Hans Spemann in Freiburg, dem Entdecker der Organisatorregion (Spemann-Organisator). 1936 arbeitete er in Thomas Hunt Morgans Labor in Kalifornien. In den Folgejahren vertiefte Waddington experimentelle embryonale Studien, untersuchte die chemische Beschaffenheit von Organisatorregionen an amphibischen Embryos. Für die beste embryonale Forschungsarbeit des Jahres erhielt er 1936 die höchste Auszeichnung der Königlichen Akademie von Belgien, den Albert-Brachet-Preis für Embryologie. Er war der erste Wissenschaftler, der organische Kulturmethoden verwendete, um Hühnchen-Embryos zu kultivieren, die er dafür verwendete, die Induktion des Nervensystems zu analysieren. Ebenso konnte er als erster die Existenz eines Organisators in Säugetier-Embryonen zeigen und als erster radioaktive Leuchtspur-Methoden zur Analyse der Entwicklung einsetzen.
Waddingtons erste Buchpublikation war 1939 über Genetik, seine zweite 1940 über „Organisers and Genes“, in der er Erkenntnisse von Spemann und Morgan zusammenführte.
1936 heiratete Waddington die Malerin und Architektin Margaret Justin Blanco White (1911–2001), mit der er zwei Töchter hatte, darunter die Mathematikerin Dusa McDuff 1945 als Margaret Dusa Waddington in London geboren. Während des Krieges arbeitete Waddington u. a. mit den beiden späteren Nobelpreisträgern Patrick Blackett und John Kendrew für das RAF Costal Command im Bereich Operations Research zur Unterstützung der Sicherung von Geleitzügen bzw. der U-Boot Abwehr. Er veröffentlichte dazu nach dem Krieg eine Buch.
1947 wurde er zum Fellow der Royal Society gewählt und war ab 1947 Professor und Leiter des Instituts für Tiergenetik an der Universität Edinburgh. Er baute dieses Institut bis zu seinem 50. Geburtstag 1955 zum größten genetischen Department in Großbritannien und zu einem der damals angesehensten weltweit aus. An diesem Institut arbeitete Waddington nach dem Krieg konsequent an dem von ihm begründeten Konzept der Epigenetik zur kausalen Erforschung der Entwicklung. Epigenetik verstand er dabei als die Summe der Faktoren, die auf Zell-, Zellgruppen- oder embryonaler Ebene agieren, um die Entwicklung zu ermöglichen, inklusive genetischer sowie interner und externer Umweltfaktoren. Eine so verstandene Epigenetik war für ihn multikausal (im Gegensatz zu genozentrisch). Sie war ferner von emergenter Natur (Emergenz) in der Hinsicht, dass die Erscheinungsformen höherer Ebenen im Embryo nicht allein durch die Analyse darunter liegender Ebenen erklärt werden können und ebenso die Eigenschaften bestimmter Regionen auf einer Ebene der Entwicklung nicht ohne die Kenntnis der Eigenschaften anderer Regionen auf derselben Ebene beantwortet werden können.
Parallel dazu forschte Waddington auf dem Gebiet der theoretischen Biologe und übernahm die Herausgabe einer vierbändigen Serie mit dem Titel: „Towards a Theoretical Biology“ (1968–1972) und organisierte vier Symposien der International Union of Biological Sciences (IUBS), deren Präsident er wurde.
Seit 1948 war er Mitglied der Royal Society of Edinburgh. 1958 wurde er zum Commander of the British Empire (CBE) ernannt. 1960 erhielt Waddington die Mendel Medal der Genetics Society. Die American Academy of Arts and Sciences wählte ihn 1960 zum Mitglied, ebenso 1974 die Deutsche Akademie der Naturforscher Leopoldina. Ehrendoktortitel verliehen ihm die Universitäten von Montreal, Prag, Genf, Cincinnati, Aberdeen und das Trinity College Dublin. 1970–71 war er an der State University of New York Buffalo tätig, wo sich erste Anzeichen eines Herzleidens bemerkbar machten. Er starb daran zwei Monate vor seinem siebzigsten Geburtstag.
Insgesamt veröffentlichte Waddington 18 Bücher und edierte 9 Werke in seiner 42 Jahre andauernden Karriere. Er fand zu Lebzeiten und bis lange danach nicht die Anerkennung, die die Wissenschaft ihm heute zollt. Die Wissenschaft seiner Zeit war auf Genetik und Molekularbiologe ausgerichtet. Erst in den neunziger Jahren entstanden sukzessive neue epigenetische Denkansätze in der evolutionären Entwicklungsbiologie, die sich bis heute stark auf die Erkenntnisse von Waddington stützt. Vor diesem Hintergrund kann Waddington als einer der großen Integratoren gesehen werden, der die Disziplinen Genetik, Epigenetik, Entwicklung und Evolution näher zusammenführte.

## Wissenschaftliche Positionen

### Die Umweltbeeinflussung der Evolution
Waddington stellte dar, dass ein genetisch und epigenetisches Zusammenspiel derart möglich ist, dass trotz gewisser Mutationen das gleiche Phänotyp-Merkmal ausgebildet wird oder erhalten bleibt. In der Entwicklung sind meist mehrere Pfade angelegt, um den Phänotyp hervorzubringen, bzw. ein bestimmtes phänotypisches Merkmal hervorzubringen. Die Vielzahl genetischer Alternativen ist darauf zurückzuführen, dass stets viele Gene kombiniert an der Ausbildung eines phänotypischen Merkmals beteiligt sind. Die Selektion wirkt auf das komplette System der vorhandenen und der alternativen Entwicklungspfade.
Waddington verwendete als Beispiel für epigenetische Entwicklungsprozesse den Vogel Strauß und als spezielles Merkmal, dessen evolutionäre Entstehung er zu erklären beabsichtigte, die auffallenden Hautschwielen auf der Brust des Vogels, wo dieser keine Federn besitzt. (Die Schwielen schützten das Tier, wenn es sich auf den heißen, rauen Wüstenboden kauert.) Waddington ging davon aus, dass die Schwielen irgendwann nicht existiert haben beim Strauß. Die Art kann sich die Schwielen über Generationen hinweg während des jugendlichen Wachstums durch Beanspruchung der entsprechenden Körperteile zugezogen haben. Ein Umweltfaktor, den Waddington nicht näher spezifiziert, könnte zum Beispiel sehr heißer und/oder steiniger Sandboden sein, der zuvor nicht vorhanden war. Dieser kann die Ursache dafür gewesen sein, dass der Entwicklungsverlauf abgeändert wird und er nun auf der Grundlage der oben geschilderten vielfältigen Genkombinationen bzw. -expressionen und auch den Fähigkeiten des Entwicklungssystems, die die Schwielen hervorbringen. Das geschieht zunächst mit Hilfe des aufgetretenen, anhaltenden Umweltstressors, der nicht nur auf ein einzelnes Tier, sondern auf die gesamte Population wirkt.
In einer ersten Phase hat sich das Merkmal also annahmegemäß durch Beanspruchung des betreffenden Körperteils beim Kauern gebildet und noch nicht genetisch vererbt. Dann erfolgte in der Entwicklung eine, wie Waddington es nennt, Kanalisierung, das ist in diesem Fall eine Veränderung des Entwicklungsverlaufs. Sie ist entgegen allen Ansichten der (damaligen) darwinistischen Evolutionstheorie nicht genetisch vererbbar, braucht aber zunächst den externen Stressor.

### Waddingtons Verständnis der Epigenetik
Der Begriff Epigenetik wurde von Waddington erstmals verwendet. Epigenetik, wie er sie verstand, kann mit heutigen Worten gesehen werden als die Weitergabe bestimmter Eigenschaften auf die Nachkommen, die nicht oder nicht ausschließlich auf Veränderungen der Genregulation und Genexpression in der Entwicklung zurückzuführen sind. Waddington stellte das erstmals grafisch dar in seinem Aufsatz „The Strategy of the Genes“ (1957). Zu sehen sind Hügel und Täler, durch die ein Ball rollt. Der Ball repräsentiert den Verlauf der Entwicklung. Auf dem gedanklich höchsten Punkt des Plateaus ist die befruchtete Eizelle, die Zygote anzunehmen. Der Ball folgt vorhandenen Entwicklungspfaden (Kanalisierung). Wegen der Talwände zwischen den einzelnen Pfaden kann der Verlauf nicht ohne weiteres geändert werden (Pufferung). Jedoch kann eine Induktion von außen stark genug sein, um eine Talwand in der epigenetischen Landschaft zu überwinden Der Ball gelangt dann in ein benachbartes Tal, bzw. die Entwicklung wird anders kanalisiert.

### Kanalisierung
Ist der Pfad einmal in einem Tal kanalisiert, ändert sich trotz anhaltender genetischer Mutationen nichts mehr am phänotypischen Output (Bsp. Schwielen), weil das gesamte System in der Art reagiert, dass die eingerichtete Kanalisierung bei gleichem Output „Schwielen“ beibehalten werden. Der Genotyp ist gepuffert, er hat Vorkehrungen parat, die zusammen mit der Entwicklung und der Umwelt zu dem „gewünschten“ Output „Schwielen“ führen.

### Genetische Assimilation
In der Folge kann der Stimulus unnötig werden oder nur noch abgeschwächt erforderlich sein. Die Antwort des ganzen Systems auf den exogenen Stimulus (z. B. heißer Sand) ist derart, dass dieser durch bereits vorhandene redundante, interne, genetisch/epigenetischen Mechanismen relativ leicht überschrieben und das System so genetisch fixiert wird. Später sagte Waddington dazu: Die Entwicklungsänderung, die durch den Stressor angestoßen wurde, kann genetisch assimiliert werden (genetische Assimilation). Das System „funktioniert“ dann ohne externen Anstoß. Es ist auf den gleichen Phänotyp gerichtet. Dafür sorgen, wie zu Beginn der Variation auch, Genkombinationen und Expressionsmuster, die ähnliche Variation bewirken können und die im Organismus stets vielfältig vorhanden sind, sowie die emergenten epigenetischen Fähigkeiten des gesamten Entwicklungssystems. Die Prozesse, bis es zu einer genetischen Assimilation kommt, unterliegen stets der Selektion. Da die Selektion bereits den Phänotyp bevorzugt, der umweltinduzierte Schwielen aufweist, ist es naheliegend, dass sie auch den Typ in der Population selektiert, der die genetische Assimilation hervorbringt.
Wenn ein Umweltfaktor anhaltend lange genug auf den Entwicklungsprozess einwirkt, kann das den Entwicklungsverlauf derart beeinflussen, dass der Ball nicht nur einen Hügelkamm überwindet und in ein anderes Tal gelangt, sondern in der Folge verändert sich die epigenetische Landschaft selbst derart, dass der hemmende Hügel zwischen dem alten und dem neuen Tal vom Entwicklungsapparat abgebaut wird und der Ball von sich aus dem neuen Tal folgt. Die genetische Assimilation ist erfolgt.
Kanalisierung erlaubt so, dass sich eine genetische Vielfalt oder Variabilität ausbildet, obwohl sie im Phänotyp gar nicht erscheint. Solche versteckte, genetische Variabilität oder versteckte Entwicklungspfade (die unterschiedlichen Täler) werden erst durch genetische Assimilation zum Vorschein gebracht.

### Pufferung des Genotyps
Die vielfältigen im Organismus während der Entwicklung präsenten Genkombinationen und epigenetischen Entwicklungspfade, die zu einem gleichen oder sehr ähnlichen phänotypischen Ergebnis führen, bezeichnet Waddington als Pufferung des Genotyps Mit seinen Worten sagt er: „Der Genotyp kann einen bestimmten Umfang seiner eigenen Mutation absorbieren (oder puffern), ohne eine Veränderung der Entwicklung zuzulassen.“ Diese Pufferung des Genotyps ist somit nichts anderes als die Konstanz (Robustheit) des Wildtyps von Arten in ihrer natürlichen Umgebung. Dort sind Arten auf Grund ihrer größeren genetischen Vielfalt bekanntlich stärker gegen phänotypische Variation gefeit als dies bei Zuchttieren der Fall ist.
Pufferung und Kanalisierung sind die zwei Seiten derselben Medaille. Sie sind Ergebnis der natürlichen Selektion. Der ganze Prozess dauert nicht annähernd so lange als alternativ dafür anzunehmen wäre, dass der Organismus mit rein genetischen (zufälligen) Mutationen zum gleichen Ergebnis gelangt. Kanalisierung ist ein Evolutionsweg, der es Arten ermöglicht, flexibler und schneller auf Umweltänderungen zu reagieren, und quasi eine „Halteposition“ einzunehmen, bis das Genom die Fixierung zustande bringt. „Einige Aspekte des Phänotyps erscheinen bemerkenswert invariant zu sein trotz genetischer Unterschiede und solcher der Umwelt.“ Damit ist das gemeint, was Waddington mit Kanalisierung beschreibt.

### Empirische Belege
1953 lieferte Waddington empirische Belege für seine Thesen in dem Aufsatz Genetic Assimilation of an Acquired Character und zeigt dort, wie die Adern in Fliegenflügeln verschwinden, angestoßen durch über mehrere Generationen wiederholte kurze Hitzeschocks der Fliegeneier, und wie die Adern schließlich bei einigen Tieren auch ganz ohne die Hitzeschocks wegbleiben. In der Entwicklung der Fliegen wird die Veränderung assimiliert. Ein ähnliches Experiment wird erstmals 50 Jahre später von Fred Nijhout, USA, an Tabakschwärmern wiederholt. Auch die sehr kurzfristige Evolution der Schnabelformen von Darwinfinken, wie sie von Peter und Rosemary Grant beschrieben wurde, wird mit Entwicklungsänderungen in Verbindung gebracht, speziell mit Änderungen des Proteins Hsp90. Ebenso belegt der Jahrzehnte dauernde Versuch des russischen Genetikers Dmitry Belyaev, Silberfüchse zu zähmen, vielfältige Entwicklungsänderungen, die heute im Sinne Waddingtons interpretiert werden.
Waddington belegte somit theoretisch und auch empirisch seinen bereits 1942 geäußerten Zweifel, „dass die rein statistische, natürliche Selektion, die nichts anderes macht als zufällige Mutationen auszusortieren, selbst für den überzeugtesten statistisch ausgebildeten Genetiker, völlig befriedigend sein kann.“

### Koordination von Entwicklung, Evolution und Umwelt
In der Gesamtschau zeigt Waddingtons Studie, „wie der Genotyp eines evolvierenden Organismus in einer koordinierten Weise auf die Umwelt antworten kann.“ Entwicklung und Evolution können mit Umwelteinflüssen koordiniert werden und mit ihnen (bezogen auf die Beibehaltung des Phänotyps) gerichtet umgehen. „Kanalisierung ist eine Fähigkeit des Systems, das durch natürliche Selektion hervorgebracht wurde.“ „Das Vorhandensein einer adaptiven Antwort auf einen Umweltstimulus hängt ab von der Selektion der koordinierten und genetisch kontrollierten Reaktionsfähigkeit im Organismus.“

## Waddington und die Synthetische Evolutionstheorie
Waddington hat sich sehr dafür engagiert, dass die Ontogenese von der Synthetischen Evolutionstheorie anerkannt wird. Dies ist ihm zu Lebzeiten jedoch nicht gelungen. In seiner Zeit waren der Genzentrismus und die Molekularbiologie die treibenden Kräfte und nicht Epigenetik und Entwicklung. Waddington fand in Ernst Mayrs 1966 erschienenem Buch  Animal Species and Evolution Beachtung. So schrieb Mayr dort: „Unsere Vorstellungen der Beziehung zwischen Genotyp und Phänotyp sind grundlegend überdacht worden und der Phänotyp wird mehr und mehr nicht mehr als ein Mosaik individuell kontrollierter Genausprägungen als das kombinierte Produkt eines komplexen interaktiven Systems, dem 'Epigenotyp' angesehen.“ Es blieb allerdings nicht bei dieser Sicht und Wertschätzung Mayrs, der später Waddingtons Beiträge dahingehend relativierte, dass er seine Argumente als „Grundlagen für individuelle Selektion gegenüber genetischer Selektion wertete aber nicht als Grundlagen dafür, die Entwicklung als relevant für die Evolutionstheorie zu sehen.“ Als sich in den 70er Jahren die Stimmen mehrten, die die Entwicklung als wichtig für die Evolution sehen, blieb Mayr auf der Seite der Synthese und betrachtete Waddington skeptischer. In dieser Zeit wurde Waddington auch immer wieder in die Nähe des Lamarckismus gerückt, drückt doch sein 1953 geschriebener Aufsatz „Genetic Assimilation of an Acquired Charakter“ diese Nähe aus. Tatsächlich gibt es jedoch in Waddingtons Denken keine Verwandtschaft mit dem Denken Lamarcks. Erst die Erweiterte Synthese in der Evolution greift wichtige Gedanken Waddingtons für eine Öffnung der Evolutionstheorie auf.

## Waddingtons Bedeutung als ein Urvater von EvoDevo
Erst mit Fortschreiten der Evolutionären Entwicklungsbiologie (EvoDevo) kommt Waddington wieder zu Ehren. Er befindet sich bis heute auf einem Weg zunehmender Anerkennung. In ihrem 2005 erschienenen Buch Evolution in four Dimensions würdigen Eva Jablonka und Marion Lamb Waddington mehrfach. „Lange bevor man etwas wusste über die verschlungenen Wege der Genregulierung und des Zusammenspiels von Genen und lange bevor Konzepte über Gennetzwerke in Mode kamen, haben Genetiker erkannt, dass die Entwicklung eines beliebigen Merkmals von einem Netz von Interaktionen zwischen Genen, ihren Produkten und der Umwelt abhängt. Eine sichtbare Repräsentation dieser Ideen, die noch immer relevant und hilfreich ist, wurde von dem britischen Embryologen und Genetiker Conrad Waddington in den 1940er und 50er Jahren entwickelt.“ Scott F. Gilbert und David Epel stellen in ihrem 2009 erschienenen Werk „Ecological Devolopment Biology – Integrating Epigenetics, Medicine and Evolution“ ebenfalls Waddingtons Verdienste heraus und stellen diese auch den Leistungen des russischen Forschers Ivan I. Schmalhausen gegenüber, der zeitgleich mit Waddington zu ähnlichen Erkenntnissen gelangt ist. Gerd Müller nennt in seinem Aufsatz Evo-Devo as a discipline sowohl die (genetische) Assimilation Waddingtons als auch das gesamte Feld der Epigenetik im Waddington'schen Sinn als konzeptionelle Wurzeln von EvoDevo. Schließlich beruft sich die Altenberg-16-Gruppe, die 2010 ihr Werk Evolution The Extended Synthesis veröffentlicht (Hg. Massimo Pigliucci u. Gerd B. Müller), auf Waddington. Manfred Laubichler nennt Waddington anlässlich einer Rede am Konrad Lorenz Institut für Evolutions- und Kognitionsforschung in Altenberg 2008 den Urvater der theoretischen evolutionären Entwicklungsbiologie.

## Schriften und Werke

### Artikel
- The genetic control of wing development in Drosophila. In: J. Genet. Band 39, 1940, S. 75–139.
- Evolution of developmental systems. In: Nature. Band 147, 1941, S. 108–110.
- Canalisation of development and the inheritance of acquired characters. In: Nature. Band 150, 1942, S. 563–564.
- Selection of the genetic basis for an acquired character. In: Nature. Band 169, 1952, S. 278.
- Genetic assimilation of an acquired character. In: Evolution. Band 7, 1953, S. 118–126.
- Genetic assimilation of the bithorax phenotype. In: Evolution. Band 10, 1956, S. 1–13.
- Canalisation of development and genetic assimilation of acquired characters. In: Nature. Band 183, 1959, S. 1654–1655.
- Experiments on canalizing selection. In: Genet. Res. Band 1, 1960, S. 140–150.
- Genetic assimilation. In: Adv. Genet. Band 10, 1961, S. 257–293.

### Bücher
- The Scientific Attitude. Pelican Books, 1941.
- How animals develop. George Allen & Unwin, London 1946.
- Organisers & genes. Cambridge University Press, Cambridge 1947.
- Principles of Embryology. George Allen & Unwin, London 1956.
- The Strategy of The Genes. Allan and Unwin, London 1957.
- Biological organisation cellular and subcellular. proceedings of a Symposium. Pergamon Press, London 1959.
- The ethical animal. George Allen & Unwin, London 1960.
- The human evolutionary system. In: Michael Banton (Hrsg.): Darwinism and the Study of Society. Tavistock, London 1961.
- Principles of development and differentiation. Macmillan Company, New York 1966.
- New patterns in genetics and development. Columbia University Press, New York 1966.
- als Herausgeber: Towards a Theoretical Biology. 4 Bände. Edinburgh University Press, Edinburgh 1968–1972.
- O.R. in World War 2 – Operational Research against the U-boat. Paul Elek Science Books, London, 1973.